# 瑞典皇家科学院
瑞典皇家科学院（瑞典語：Kungliga Vetenskapsakademien）是於1739年奉瑞典国王弗雷德里克一世钦命，仿效当时的伦敦皇家自然科学促进学会和巴黎皇家科学院而成立的皇家特许学术机构，是瑞典皇家学院17个团体之一。作为极负盛名的独立学术团体，它致力于推进科学特别是自然科学及数学的发展。
瑞典皇家科学院的总部设于瑞典首都斯德哥尔摩，目前有约350名瑞典籍院士（瑞典语：Ledamöter）和164名外籍院士（瑞典语：Utländska Ledamöter）。瑞典皇家科学院院士采用终身制，自1739年成立以来，共选举产生了约1450名院士。随着院士们的老龄化程度的增加，自1970年代起，超过65岁的会员将成为荣休院士。目前瑞典皇家科学院有164名65岁以下瑞典籍院士。
瑞典皇家科学院的会员分为十个学部：
1. 数学
2. 天文及空间科学
3. 物理学
4. 化学
5. 地球科学
6. 生命科学
7. 医学
8. 工程科学
9. 经济学及社会科学
10. 人文及其他为科学研究提供显著服务的学科

瑞典皇家科学院的主要工作目标是服务瑞典的科学研究：
- 为研究者提供跨学科的论坛；
- 为研究者提供独一无二的研究环境；
- 资助青年学者；
- 奖励研究中的突出贡献；
- 安排国际间科学交流；
- 反映科学研究的心声并影响研究政策的制定；
- 激发中小学学生对数学和自然科学的兴趣；
- 以不同形式发布科学和科普信息。

瑞典皇家科学院亦以担任诺贝尔奖中科学类奖项的评选机构而闻名世界。自1901年起，瑞典皇家科学院就开始负责每年的诺贝尔物理学奖和化学奖的评选，自1968年起，负责诺贝尔经济学奖（瑞典央行纪念阿尔弗雷德·诺贝尔经济学奖）的评选。除诺贝尔奖外，瑞典皇家科学院还负责评选多个国际科学大奖，包括克拉福德奖、肖克奖及爱明诺夫奖等。